# Toru Kumon
Toru Kumon (公文 公, 26 de març de 1914 - 25 de juliol de 1995) va ser un professor de matemàtiques japonès, nascut a la prefectura de Kōchi, Japó.[1] Es va graduar a la Facultat de Ciències de la Universitat d'Osaka amb una llicenciatura en matemàtiques i va ensenyar matemàtiques a l'escola secundària a la seva ciutat natal d'Osaka. El 1954, el seu fill, Takeshi, va tenir un mal rendiment en una prova de matemàtiques de segon any. Incitat per la seva dona, Teiko, Toru va examinar de prop els llibres de text de Takeshi i va creure que no tenien l'oportunitat adequada perquè un nen practiqués i domines un tema. Com a resultat, va començar a escriure fulls de treball cada dia per al seu fill. Quan Takeshi tenia 6 anys, va ser capaç de resoldre el càlcul diferencial i integral que s'acostuma a veure als darrers anys de secundària. Aquest va ser el començament del Mètode d'Aprenentatge Kumon.
Com a resultat del progrés de Takeshi, altres pares es van interessar per les idees de Kumon, i el 1955 es va obrir el primer Centre Kumon a Osaka, Japó. El 1958, Toru Kumon va fundar l'Institut d'Educació Kumon, que va establir els estàndards per als centres Kumon que van començar a obrir-se arreu del món.
Els programes Kumon estan dissenyats per enfortir les habilitats matemàtiques i lingüístiques fonamentals d'un estudiant mitjançant l'estudi de fulls de treball adaptats a les habilitats de l'estudiant. El mètode també pretén que els estudiants aprenguin de manera autònoma i estudiïn material avançat més enllà del seu nivell escolar.
Els alumnes progressen un cop demostren el domini d'un tema. Va definir el domini com ser capaç d'aconseguir una puntuació excel·lent en la material en un temps determinat. Va posar molta èmfasi en els conceptes de temps i precisió.
Fins i tot en els seus darrers anys, va donar conferències sobre el seu mètode d'aprenentatge, inclosa la importància que els estudiants aprenguin material adequat a la seva capacitat i no a la seva edat i els avantatges de permetre que els estudiants aprenguin material molt abans del seu nivell de grau.
Toru Kumon va morir a Osaka el 25 de juliol de 1995 als 81 anys d'una pneumònia. Hi ha un museu Toru Kumon a Osaka, i un Dia de la Fundació Kumon que se celebra el 20 d'octubre de cada any. L'asteroide 3569 Kumon porta el seu nom.